# Рейнинг
Рейнинг (англ. reining) — спортивные соревнования по верховой езде в стиле вестерн, в котором всадники на лошадях выполняют определённые элементы: круги, повороты и остановки. Все упражнения делаются на скаку обычным галопом (кентер) или быстрым галопом (карьер). Рейнинг часто описывается как одна из дисциплин верховой езды в стиле вестерн, так как этот вид спорта требует, чтобы лошадь реагировала на команды и находилась в гармонии с наездником, при этом воздействие вспомогательных средств не должно быть заметно. На соревнованиях оценивается техника выполнения определённых схем движения. Животное должно быть легко управляемым, не оказывать видимого сопротивления. Лошадь, которая прижимает уши, представляет угрозу для всадника, отказывается идти вперед, бежит вбок, подпрыгивает задом, раздраженно крутит хвостом, демонстрирует плохое отношение и не подчиняется, оценивается соответствующим образом.

## Происхождение
На протяжении всей истории Америки, начиная с самых ранних испанских поселенцев, проживавших на территории современной Мексики и юго-запада Соединенных Штатов, включая Техас и Калифорнию, владельцы ранчо должны были управлять скотом верхом на лошадях. Крупный рогатый скот перевозили, клеймили, отсортировывали и пасли на пастбищах без ограждений, сараев или иных средств содержания животных. Хорошему ковбою нужна была быстрая и ловкая лошадь, способная мигом менять направление, останавливаться в мгновение ока и бегать за заблудшей коровой. Лошадью управляли с помощью ног и веса, одной рукой и легким прикосновением к поводьям, чтобы внимание ковбоя было сфокусировано на задачах, таких как набрасывание лассо (на рогатый скот), открытие калитки или размахивание рукой, шляпой или веревкой, чтобы подгонять ленивое стадо животных. Демонстрация подобных идеальных характеристик среди ковбоев ранчо переросла в занятие спортом, а также связанные с этим мероприятия по каттингу, работе ковбойской лошади и других конных шоу .
В других странах, пасущих скот на обширных территориях, таких как Австралия и Аргентина, появились похожие традиции и мероприятия, которые затем смешались с рейнингом по мере его распространения по всему миру.

## Основные элементы

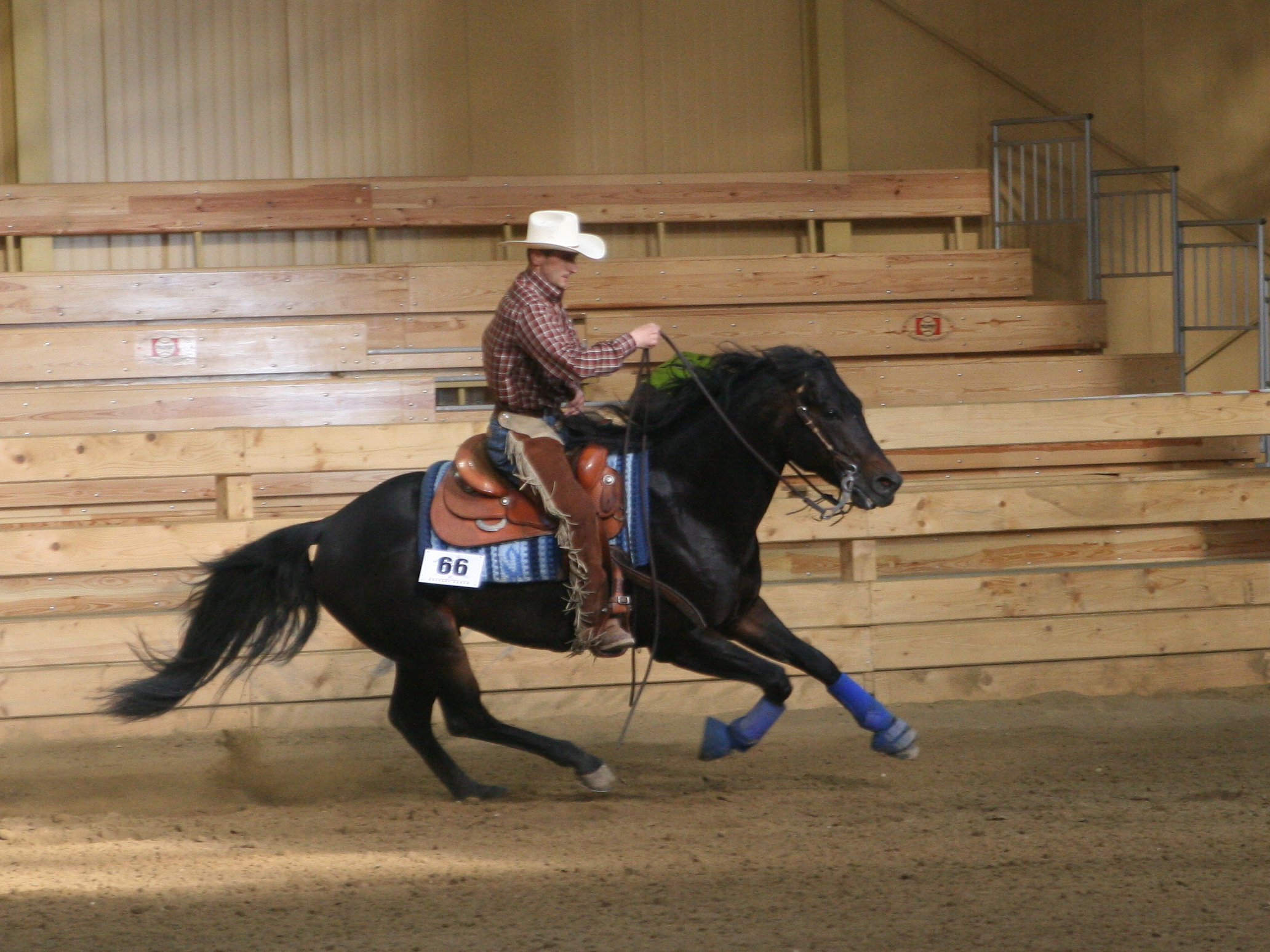
Круги выполняются на скорости

Маршрут включает в среднем от восьми до двенадцати элементов, которые должна выполнить лошадь. Необходимо уметь выполнять следующее:
- Круги : лошадь должна совершать большие круги на быстром галопе и меньшие круги на обыкновенном галопе . Они должны быть идеально круглыми. Наездник задаёт темп лошади. Должно быть заметно изменение скорости, поскольку наездник переходит от больших быстрых кругов к маленьким медленным. Большинство кругов включают изменение направления движения и смену ведущей ноги лошади.
- Смена ведущей ноги: лошадь меняет ведущую переднюю и заднюю ноги на обыкновенном галопе. При этом животное не должно нарушать походку и изменять скорость. Может использоваться как для поворота, так и для направления. Несмотря на то, что изменение скорости может улучшить итоговый результат, аккуратность и точность являются наиболее важными факторами при оценке: если лошади потребуется более одного шага для завершения манёвра, или она поменяет ведущую ногу слишком рано или поздно, или животное поменяет только передние ноги без задних, это отрицательно скажется на результате.
- Забег: лошадь скачет по длинной стороне манежа, минимум 20 футов (6 м)  от забора. Забег - это обязательный манёвр до скользящей остановки в заданном направлении (либо к судье, либо к ближайшей стене в зависимости от маршрута).
- Скользящая остановка: лошадь ускоряется до быстрого галопа, а затем внезапно останавливается, тормозя задними ногами об землю и позволяя им проскальзывать ещё несколько футов, продолжая при этом передними ногам «идти» вперед. Спина должна быть поднята вверх, а задние конечности - под ней. Резкое торможение может, в зависимости от условий манежа, привести к летящей грязи и облаку пыли. Манёвр должен заканчиваться по прямой линии, положение лошади не должно меняться. Это движение, наряду с вращениями, является фаворитом зрителей (см. ниже).

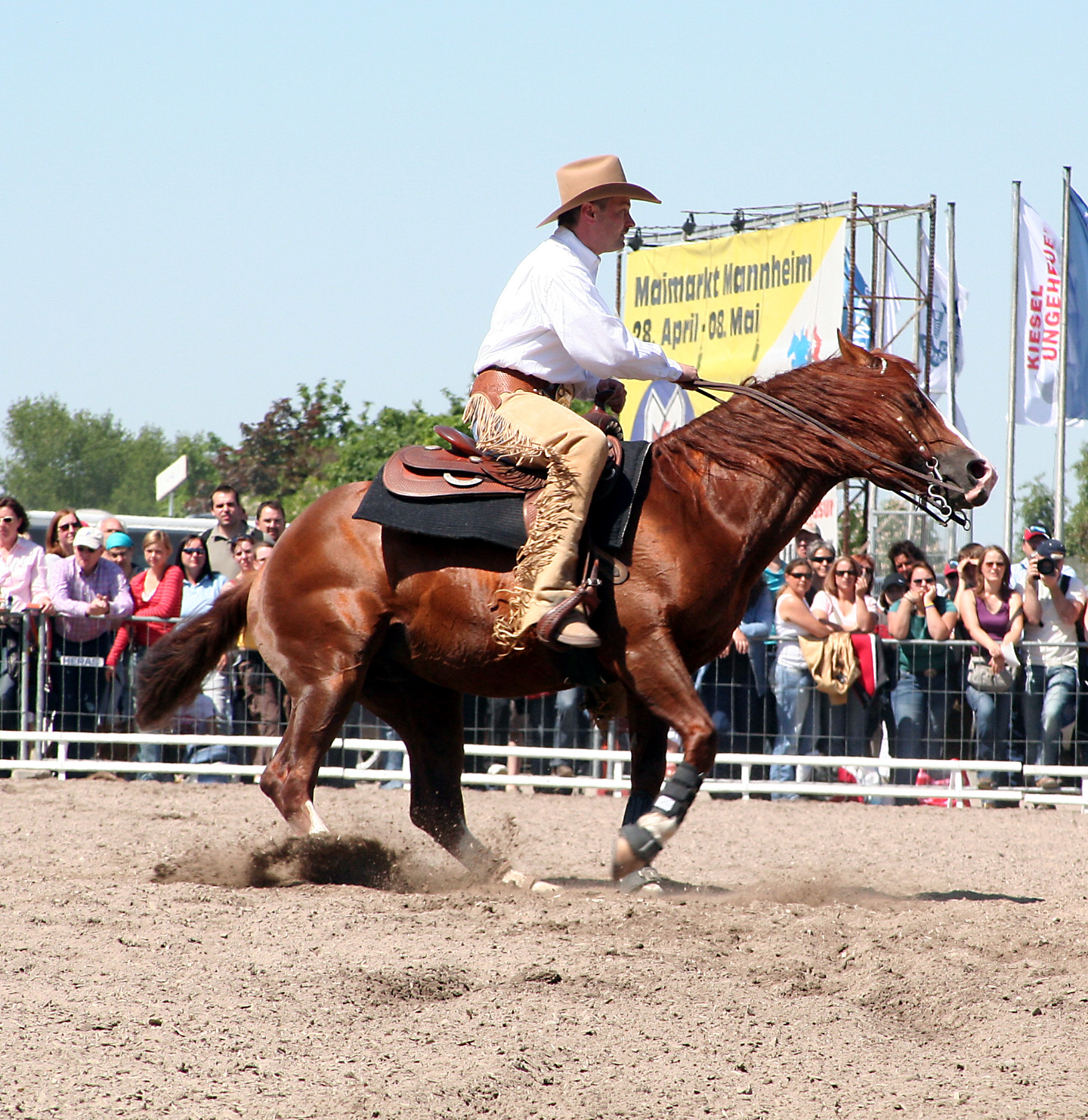
Вращение - один из самых сложных и ярких манёвров.

- Движение назад: лошадь быстро отступает, как минимум, на 10 футов (3 м).  Лошадь должна вернуться по совершенно прямой линии, остановиться по команде и  помедлить за мгновение до следующего движения. Выполняемый манёвр судят по скорости и гладкости. Линия должна быть прямой.
- Разворот: лошадь незамедлительно совершает поворот на 180 градусов после скользящей остановки и сразу же переходит в обыкновенный галоп. Лошадь должна повернуть задние ноги, опустив скакательные суставы. Элемент выполняется непрерывно, без колебаний.
- Вращения или повороты : начиная с остановки, лошадь поворачивается на 360 градусов или более (до четырех и одной четверти полных оборотов) вокруг своей неподвижной внутренней задней ноги. Задняя опорная нога остается в одном и том же месте на протяжении всего манёвра, хотя лошадь поднимает ее и опускает при повороте. Вращения оцениваются по корректности, плавности и темпу совершённого движения. Скорость добавляет сложности, потому способна повысить количество очков. Маршрут требует, по крайней мере, одно вращение в каждом направлении. Лошади должны завершать поворот в указанном месте, иначе будут оштрафованы за чрезмерное или недостаточное вращение. Термин Ось иногда используется для описания поворота на задних конечностях на 360 градусов, когда лошадь удерживает заднюю опору в неподвижном положении. В соревнованиях 4-H повороты на 90, 180 или 360 градусов иногда используются как образцы для ознакомления новичков с концепциями рейнинга.
- Пауза или Замедление : лошадь должна стоять в течение нескольких секунд, чтобы «успокоиться» между определёнными элементами в маршруте, особенно после вращений. Паузы не оцениваются судьями как самостоятельные манёвры, однако нетерпеливость и непокорность лошади наказываются штрафными очками.

## Лошади
В соревнованиях по рейнингу можно выступать на любой лошади, однако породы сельскохозяйственных лошадей, особенно американская четвертьмильная лошадь , подойдут лучше всех на такую роль. Животное должно быть поворотливым, быстрым и послушным. Сильные задние конечности необходимы для удержания положения в скользящей остановке или развороте, обладание отличной координацией движений необходимо для вращений и смен ведущей ноги. Правильное расположение ног очень важно, так как конечности и суставы часто подвергаются значительным нагрузкам на соревнованиях. Лошадь также должна обладать прекрасным темпераментом, чтобы выступать точно и динамично.

## Соревнования по рейнингу
Рейнинг как вид спорта был впервые признан Американской ассоциацией четвертьмильной лошади (AQHA) в 1949 году, а затем Федерацией конного спорта США (USEF) в западном подразделении и в ряде подразделений породы. Национальная ассоциация Рейнинга (NRHA) была образована в 1966 году в Соединенных Штатах и разработала всемирное членство, а также стандартизированные правила и модели, которые значительно повлияли на другие организации, включая AQHA и USEF. В 2000 году этот вид спорта был признан дисциплиной Международной федерацией конного спорта FEI, теперь санкционированные соревнования FEI по рейнингу проводятся во всём мире, в том числе они проходят на Всемирных конных играх . В 2011 году была создана компания USA Reining в качестве партнера USEF и FEI в США.

### Международные соревнования
Международные соревнования регулируются Международной федерацией конного спорта ( FEI ). Популярность рейнинга растет повсеместно, включая Европу и Австралию. Этот вид спорта был добавлен во Всемирные конные игры в 2002 году.

## Внешние ссылки
- Fédération Équestre Internationale (FEI) / Международная федерация конного спорта
- Национальная Ассоциация Ковбойских Лошадей
- Национальная Ассоциация Рейнинга
- Федерация конного спорта США
- США Рейнинг
- Британский Рейнинг Онлайн
- ЕВРО Рейн
- Рейнинг Австралия
- Национальная Ассоциация Рейнинга Швейцария